# San Apolinar en las Termas Neronianas-Alejandrinas (título cardenalicio)
El título cardenalicio de San Apolinar en las Termas Neronianas-Alejandrinas fue creado por el papa Pío XI el 26 de mayo de 1929 en la constitución apostólica Recenti conventione, en la que suprimía al mismo tiempo el Titulus de Santa María de los Mártires que era transferido a San Apolinar en base al artículo 15º de los Pactos de Letrán.
Anteriormente existió el título cardenalicio presbiteral de San Apolinar establecido por el papa León X el 6 de julio de 1517, cuando aumentó el número de cardenales en el consistorio del 1 de julio de 1517. Fue suprimido por el papa Sixto V el 13 de abril de 1587 con la constitución apostólica Religiosa.

## Titulares presbíteros hasta 1587
- Giovanni Battista Pallavicini (6 de julio de 1517 - 13 de agosto de 1524)
- Giovanni Domenico de Cupis (17 de agosto de 1524 - 24 de mayo de 1529)
- Antonio Sanseverino, OSIo.Hier. (16 de mayo de 1530 - 5 de septiembre de 1534)
- Agostino Spinola (5 de septiembre de 1534 - 18 de octubre de 1537)
- Giacomo Simonetta (28 de noviembre de 1537 - 1 de noviembre de 1539)
- Gasparo Contarini (9 de noviembre de 1539 - 15 de febrero de 1542)
- Uberto Gambara (15 de febrero de 1542 - 17 de octubre de 1544)
- Niccolò Ardinghelli (9 de enero de 1545 - 23 de agosto de 1547)
- Robert de Lénoncourt (10 de octubre de 1547 - 11 de diciembre de 1555)
- Carlos de Lorena (11 de diciembre de 1555 - 25 de diciembre de 1575)
- Título suprimido en 1587

## Titulares diáconos desde 1929
- Vacante

- Giuseppe Fietta (19 de diciembre de 1935 - 18 de febrero de 1946 ); título pro illa vice (18 de febrero de 1946 - 21 de octubre de 1954)
- Domenico Tardini, título pro illa vice (18 de diciembre de 1958 - 30 de julio de 1961)
- Anselmo Albareda, O.S.B. (22 de marzo de 1962 - 19 de julio de 1966)
- Pericles Felici (29 de junio de 1967 - 30 de junio de 1979 ); título pro illa vice (30 de junio de 1979 - 22 de marzo de 1982)
- Aurelio Sabattani (2 de febrero de 1983 - 5 de abril de 1993 ); título pro illa vice (5 de abril de 1993 - 19 de abril de 2003)
- Jean-Louis Tauran (21 de octubre de 2003 - 12 de junio de 2014 ); título pro illa vice (12 de junio de 2014 - 5 de julio de 2018)
- Raniero Cantalamessa (28 de noviembre de 2020 - actual)